# Carsten Ball
Carsten Thomas Ball (* 20. Juni 1987 in Newport Beach, Kalifornien, Vereinigte Staaten) ist ein ehemaliger australischer Tennisspieler.

## Leben und Karriere

### Bis 2005: Werdegang und Juniorenkarriere
Carsten Ball begann im Alter von vier Jahren mit dem Tennisspielen. Er wurde von seinem Vater Syd Ball trainiert, welcher in den 1970er Jahren als Tennisprofi erfolgreich war und insgesamt sieben ATP-Doppel-Titel gewann, und zudem unter anderem 1974 bei den Australian Open im Doppelfinale stand. Carsten Ball wurde in den USA geboren wuchs dort auf, er besitzt aber eine doppelte Staatsbürgerschaft und trat im Tennis wie sein Vater für Australien an.
Seit 2002 war Carsten Ball auf der Juniorentour aktiv und war dort vor allem in den Jahren 2004 und 2005 erfolgreich. So erreichte er im Januar 2005 bei den Australian Open das Viertelfinale; im Doppel konnte er zusammen mit Thiemo de Bakker bei den US Open 2005 ins Finale einziehen. Seine beste Platzierung in der Junioren-Weltrangliste war Platz 9 im Mai 2005.

### 2002–2007: Erste Erfahrungen auf Future-Turnieren
Parallel hatte Ball seit 2002 erste Future- und Satellite-Turniere im Erwachsenenbereich gespielt. Ende 2005 konnte er erste Matchgewinne verzeichnen. Im Doppel gewann er die ersten zwei Future-Turniere.
Für die Qualifikation zu den Australian Open im Januar 2006 bekam Ball eine Wildcard, er schied in der ersten Qualifikationsrunde aus. Im Doppel bekam er zusammen mit Andrew Coelho eine Wildcard für das Hauptfeld, wo sie die zweite Runde erreichten. Im weiteren Jahresverlauf gewann er insgesamt vier Future-Titel im Doppel, allesamt mit seinem neuen Partner Adam Feeney. Zudem erreichten sie in Caloundra das Finale eines Challenger-Turniers. Im Einzel erreichte er in diesem Jahr nur einmal das Viertelfinale eines Future-Turniers.
Es dauerte bis zum Juli 2007, dass Ball in den USA auch im Einzel ein Future-Turnier gewinnen konnte. In den folgenden Monaten erreichte er noch vier weitere Future-Finals, von denen er eines gewinnen konnte, so dass er im November 2007 erstmals in den Top 500 der Tennisweltrangliste geführt wurde. Im Doppel hielt er sich mittlerweile recht konstant in den Top 200, unter anderem hatte er in Brisbane mit Adam Feeney erneut ein Challenger-Finale erreicht.

### 2008: Erfolge auf Challenger-Turnieren im Einzel und vor allem im Doppel
Nachdem Ball und Feeney im Vorjahr bei den Australian Open noch in der zweiten Runde ausgeschieden waren, so erreichten sie 2008 das Achtelfinale. Einen Monat später gewann Carsten Ball in Wolfsburg zusammen mit Izak van der Merwe seinen ersten Challenger-Titel im Doppel. Nur einen Monat später folgte in Mexiko-Stadt mit Robert Smeets der nächste Titel. Im Mai 2008 erreichte Ball in Tunica Resorts sein erstes Challenger-Finale im Einzel, er unterlag Iván Miranda. Nach mehreren Challenger-Halbfinalteilnahmen sowie einem Future-Titel im Juni 2008 stieg Ball erstmals auch im Einzel in die Top 200 ein. Für die US Open stand er dank einer Wildcard erstmals im Hauptfeld, wo er Victor Troicki unterlag. Im Doppel gewann er in diesem Jahr noch vier weitere Challenger-Turniere auf amerikanischem Boden, drei davon mit Travis Rettenmaier. Gegen Chile gab Ball im September 2008 sein Debüt für die australische Davis-Cup-Mannschaft. Er konnte sowohl im Doppel als auch im Einzel gewinnen, aber die 2:3-Niederlage seines Landes nicht verhindern.

### 2009: Erstes ATP-Einzelfinale und Grand-Slam-Viertelfinale im Doppel
Bei den Australian Open bekam Carsten Ball mit Chris Guccione, mit dem er bereits im Davis Cup zusammen gewonnen hatte, eine Wildcard. Wie schon im Vorjahr war im Achtelfinale Endstation. Auch im Einzel bekam er eine Wildcard, schied jedoch in der ersten Runde gegen Michael Berrer aus. Im Mai 2009 stand Ball in Sarasota zum zweiten Mal in einem Challenger-Finale und verlor gegen James Ward. Nur einen Monat später unterlag er in Yuba City erneut in einem Challenger-Finale, diesmal wurde Ryler DeHeart Turniersieger. Im Doppel gewann Ball zusammen mit Travis Rettenmaier zwei weitere Turniere im Mai und Juli 2009. Ende Juli 2009 qualifizierte sich Ball für das ATP-Turnier von Los Angeles, wo er nach Siegen über die Top-100-Spieler Marc Gicquel, Dmitri Tursunow, John Isner und Leonardo Mayer ins Finale einzog. Dort unterlag er zwar Sam Querrey, machte in der Weltrangliste aber einen Sprung bis auf Platz 145. Einen Monat später überstand er bei den US Open erneut die Qualifikation und konnte in der ersten Runde gegen Juan Pablo Brzezicki sein erstes Grand-Slam-Match im Einzel gewinnen. In der zweiten Runde war er gegen den an Position 4 gesetzten Novak Đoković chancenlos. Besser lief es im Doppel, wo er und Guccione erst im Viertelfinale von den Brüdern Bob und Mike Bryan gestoppt wurden. In der Doppel-Weltrangliste stieg Carsten Ball daraufhin bis auf Platz 54, seine Karrierehoch.

### 2010–2011: Erster ATP-Doppeltitel und Challenger-Einzeltitel
Das Jahr 2010 begann für Carsten Ball mit einer Erstrundenniederlage gegen Fernando Verdasco bei den Australian Open, gefolgt von einer Challenger-Finalteilnahme in Dallas, wo er Ryan Sweeting unterlag. Bei den French Open im Mai 2010 gewann Ball in einem fast vierstündigen Match in fünf Sätzen gegen Philipp Petzschner, bevor er in der zweiten Runde wie schon bei den US Open 2008 gegen Viktor Troicki ausschied. In Wimbledon konnte er sich erstmals für das Hauptfeld qualifizieren, unterlag dort jedoch Ričardas Berankis. Im Doppel kamen Carsten Ball und Chris Guccione bis ins Achtelfinale, wo sie erneut an den Bryans scheiterten. Beim folgenden Rasenturnier von Newport gewannen die beiden gegen Santiago González und Balls ehemaligen Doppelpartner Travis Rettenmaier ihren ersten ATP-Titel. Eine Woche später verteidigten sie zudem ihren Titel in Aptos. Im Einzel erreichte Ball in Aptos das Halbfinale und konnte eine Woche später in Lexington im fünften Versuch mit einem Sieg über Jesse Levine seinen einzigen Challenger-Titel gewinnen. Dadurch erreichte er mit Rang 108 seine beste Weltranglistenplatzierung. Kurz darauf fiel er jedoch in der Weltrangliste wieder zurück, da er die Punkte der Finalteilnahme in Los Angeles verlor. Bei den US Open konnte er aber dank einer Wildcard dennoch antreten und erreichte dort nach einem Sieg über Milos Raonic wie schon im Vorjahr die zweite Runde. Im Davis-Cup-Spiel gegen Belgien verlor Ball beide Einzel, so dass Australien mit 2:3 den Aufstieg in die Weltgruppe verpasste. Bei den US-amerikanischen Challenger-Hartplatz-Turnieren zum Jahresende konnte Ball noch ein Halbfinale in Tiburon erreichen und beendete das Jahr auf Platz 153 der Weltrangliste.
Anfang 2011 bekam Carsten Ball wie schon in den beiden Jahren zuvor eine Wildcard für die Australian Open, doch erneut schied er zum Auftakt aus – in fünf Sätzen gegen Pere Riba. Im Doppel und Mixed konnte er jeweils die dritte Runde erreichen. Die folgenden Monate verliefen vor allem im Einzel wenig erfolgreich für Ball: Bei elf Turnieren schied er in der ersten Runde aus oder scheiterte schon zuvor in der Qualifikation. Lediglich beim Challenger in Aptos konnte er wie im Vorjahr das Halbfinale erreichen. Im Doppel konnte er mit Guccione zum dritten Mal in Folge den Titel in Aptos gewinnen, zudem erreichte er zusammen mit Santiago González das Achtelfinale in Wimbledon. In der zweiten Saisonhälfte folgten auf der Challenger Tour Doppeltitel in Istanbul (mit Andre Begemann), Sacramento und Tiburon (jeweils mit Chris Guccione).

### 2012–2016: Weitere Titelgewinne auf der Challenger Tour
In seinen fünf letzten Profijahren gelangen Ball noch fünf Turniersiege im Doppel. 2012 gewann er mit Bobby Reynolds die Doppelkonkurrenz in Savannah, im Jahr darauf war er mit Chris Guccione in Mexiko-Stadt erfolgreich. Gleich drei Titelgewinne erzielte Ball in der Saison 2015: Mit Matt Reid sicherte er sich im Februar den Titel in Burnie, im August waren er und Brydan Klein in Lexington siegreich und im Oktober setzte er sich mit Dustin Brown in Las Vegas durch. 2016 spielte Ball letztmals ein Profiturnier, nachdem er in der Weltrangliste im Einzel gar nicht und um Doppel außerhalb der Top 100 platziert war.

## Erfolge
| Legende (Anzahl der Siege)  |
| Grand Slam                  |
| ATP World Tour Finals       |
| ATP World Tour Masters 1000 |
| ATP World Tour 500          |
| ATP World Tour 250 (1)      |
| ATP Challenger Tour (21)    |

| ATP-Titel nach Belag |
| Hartplatz (0)        |
| Sand (0)             |
| Rasen (1)            |
| Teppich (0)          |

### Einzel

#### Turniersiege
| Nr. | Datum         | Turnier   | Belag     | Finalgegner  | Ergebnis  |
| --- | ------------- | --------- | --------- | ------------ | --------- |
| 1.  | 25. Juli 2010 | Lexington | Hartplatz | Jesse Levine | 6:4, 7:62 |

#### Finalteilnahmen
| Nr. | Datum          | Turnier     | Belag     | Finalgegner | Ergebnis      |
| --- | -------------- | ----------- | --------- | ----------- | ------------- |
| 1.  | 2. August 2009 | Los Angeles | Hartplatz | Sam Querrey | 4:6, 6:3, 1:6 |

### Doppel

#### Turniersiege

##### ATP World Tour
| Nr. | Datum         | Turnier | Belag | Partner        | Finalgegner                          | Ergebnis |
| --- | ------------- | ------- | ----- | -------------- | ------------------------------------ | -------- |
| 1.  | 11. Juli 2010 | Newport | Rasen | Chris Guccione | Santiago González Travis Rettenmaier | 6:3, 6:4 |

##### ATP Challenger Tour
| Nr. | Datum              | Turnier      | Belag         | Partner            | Finalgegner                           | Ergebnis          |
| --- | ------------------ | ------------ | ------------- | ------------------ | ------------------------------------- | ----------------- |
| 1.  | 2. März 2008       | Wolfsburg    | Teppich (i)   | Izak van der Merwe | Richard Bloomfield Ken Skupski        | 7:65, 6:3         |
| 2.  | 20. April 2008     | Mexiko-Stadt | Hartplatz     | Robert Smeets      | Neil Bamford Joshua Goodall           | 6:75, 6:4, [10:3] |
| 3.  | 17. Mai 2008       | Bradenton    | Sand          | Lester Cook        | Ryler DeHeart Todd Widom              | 4:6, 6:3, [10:6]  |
| 4.  | 31. Mai 2008       | Carson       | Hartplatz     | Travis Rettenmaier | Ryler DeHeart Daniel King-Turner      | 6:4, 6:2          |
| 5.  | 10. August 2008    | Binghamton   | Hartplatz     | Travis Rettenmaier | Brian Battistone Dann Battistone      | 6:3, 6:4          |
| 6.  | 8. November 2008   | Nashville    | Hartplatz (i) | Travis Rettenmaier | Harsh Mankad Ashutosh Singh           | 6:4, 7:5          |
| 7.  | 10. Mai 2009       | Savannah (1) | Sand          | Travis Rettenmaier | Harsh Mankad Kaes Van’t Hof           | 7:64, 6:4         |
| 8.  | 7. Juni 2009       | Yuba City    | Hartplatz     | Travis Rettenmaier | Adam Feeney Nathan Healey             | 6:3, 6:4          |
| 9.  | 5. Juli 2009       | Winnetka     | Hartplatz     | Travis Rettenmaier | Brett Joelson Ryan Sweeting           | 6:1, 6:2          |
| 10. | 19. Juli 2009      | Aptos (1)    | Hartplatz     | Chris Guccione     | Sanchai Ratiwatana Sonchat Ratiwatana | 6:3, 6:2          |
| 11. | 18. Juli 2010      | Aptos (2)    | Hartplatz     | Chris Guccione     | Adam Feeney Greg Jones                | 6:3, 6:2          |
| 12. | 17. Juli 2011      | Aptos (3)    | Hartplatz     | Chris Guccione     | John Paul Fruttero Raven Klaasen      | 7:65, 6:4         |
| 13. | 17. September 2011 | Istanbul     | Hartplatz     | Andre Begemann     | Grégoire Burquier Yannick Mertens     | 6:2, 6:4          |
| 14. | 9. Oktober 2011    | Sacramento   | Hartplatz     | Chris Guccione     | Nicholas Monroe Jack Sock             | 7:63, 1:6, [10:5] |
| 15. | 16. Oktober 2011   | Tiburon      | Hartplatz     | Chris Guccione     | Steve Johnson Sam Querrey             | 6:1, 5:7, [10:6]  |
| 16. | 29. April 2012     | Savannah (2) | Sand          | Bobby Reynolds     | Travis Parrott Simon Stadler          | 7:67, 6:4         |
| 17. | 20. April 2013     | Mexiko-Stadt | Hartplatz     | Chris Guccione     | Jordan Kerr John-Patrick Smith        | 6:3, 3:6, [11:9]  |
| 18. | 8. Februar 2015    | Burnie       | Hartplatz     | Matt Reid          | Radu Albot Matthew Ebden              | 7:5, 6:4          |
| 19. | 1. August 2015     | Lexington    | Hartplatz     | Brydan Klein       | Dean O’Brien Ruan Roelofse            | 6:4, 7:64         |
| 20. | 25. Oktober 2015   | Las Vegas    | Hartplatz     | Dustin Brown       | Dean O’Brien Ruan Roelofse            | 3:6, 6:3, [10:6]  |